# Mqarmideh
Mqarmideh (tiếng Ả Rập: المقرمدة) là một ngôi làng Syria ở huyện Baniyas thuộc tỉnh Tartous. Theo Cục Thống kê Trung ương Syria (CBS), Mqarmideh có dân số 213 trong cuộc điều tra dân số năm 2004.